# Бюджетирование
Бюджетирование (англ. budgeting) — планирование и разработка бюджетов, деятельность в рамках этапа планирования бюджетного процесса, процедура составления и принятия бюджетов, одна из составляющих системы финансового управления, предназначенная для оптимального распределения ресурсов хозяйствующего субъекта во времени.

## Определение
Бюджетирование — планирование и разработка бюджетов, деятельность в рамках этапа планирования бюджетного процесса, процедура составления и принятия бюджетов, одна из составляющих системы финансового управления, предназначенная для оптимального распределения ресурсов хозяйствующего субъекта во времени.
Основное отличие бюджетирования от финансового планирования заключается в делегировании финансовой ответственности. Бюджетное управление XXI века от XX века отличается наличием принципа управляемой демократии, когда система бюджетного управления строится на принципе коллегиального принятия решений, на бюджетном комитете, где решения принимает не один человек, а группа управленцев — топ-менеджеров. Управленческие решения, спущенные сверху вниз, не всегда оптимальны, бывают плохо проработаны и неприменимы на местах, хуже исполняются.
Зачастую под бюджетированием понимается технология — бюджетное управление и налаженная система управления организацией через бюджеты — система бюджетного управления, однако это не совсем верно. Бюджетное управление, это технология управления компанией, комплекс организационных мер, операций и приёмов, направленных на разработку и внедрение системы бюджетного управления.
Система бюджетного управления — система управления компанией по центрам финансовой ответственности (ЦФО) через бюджеты, которая позволяет достигать поставленные цели компании путём наиболее эффективного использования ресурсов. Действуя на основании информации об экономической деятельности компании, система бюджетного управления помогает руководству компании анализировать и принимать решения при отклонении факта от плана в финансово-экономических показателях бюджетов.
Английский профессор Колин Друри определяет бюджетирование как процесс трансформации долгосрочного планирования в план на предстоящий период (год). Где долгосрочное планирование — это стратегическое планирование на несколько лет вперёд, направление развития компании, а в краткосрочном периоде (в течение года) бюджетирование - это планы в контексте продолжающего бизнеса, которые определяются предыдущими решениями, принятыми в рамках долгосрочного планирования, это процесс пересмотра и уточнения в связи с новой полученной информацией.

## Задачи и цели бюджетирования в организации
Цели бюджетирования по К.Друри:
- планирование ежегодных операций;
- координация деятельности отделов компании и их взаимодействия;
- информирование, ознакомление с планами сотрудников, ответственных за деятельность центров ответственности компании;
- мотивация персонала на достижение целей компании;
- управление видами деятельности;
- оценка эффективности менеджеров.

Задачи бюджетирования:
- повышение эффективности работы организации при помощи целевой ориентации и координации всех событий на предприятии
- выявление рисков и снижение их уровня
- повышение гибкости и приспособляемости к изменениям.

Главной целью бюджетирования является обеспечение производственно-коммерческого процесса необходимыми денежными ресурсами.
Для достижения этой цели должны быть выполнены следующие задачи:
1. Установление объектов бюджетирования
2. Разработка системы бюджетов операционных и финансовых
3. Расчёт соответствующих показателей бюджетов
4. Вычисление необходимого объёма денежных ресурсов, обеспечивающих финансовую устойчивость, платежеспособность и ликвидность баланса предприятия.
5. Расчёт величины внутреннего и внешнего финансирования и выявление резервов их дополнительного привлечения
6. Прогноз доходов, расходов и капитала организации

## Этапы бюджетирования
При бюджетировании выделяются следующие её этапы по К. Друри:
- информирование сотрудников, отвечающих за процесс бюджетирования;
- определение факторов, ограничивающих выпуск продукции;
- подготовка бюджета реализации продукции;
- первоначальная подготовка различных вариантов бюджета компании;
- обсуждение бюджета компании с вышестоящим руководством;
- координация и анализ бюджета компании;
- окончательное утверждение бюджета компании;
- последующий анализ бюджета компании.

## Связь с другими системами
Для работы системы бюджетирования необходима внедрённая система мотивации персонала. Это обусловлено мотивированием сотрудников к выполнению утверждённых бюджетов. Зачастую система мотивации внедряется параллельно системе бюджетирования или раньше неё.